# 玉山双蝴蝶
玉山双蝴蝶（学名：Tripterospermum lanceolatum）为龙胆科双蝴属下的一个种。多年生草本植物，有匍匐茎。花冠淡黄绿色或近白色，呈狭钟形。分布于台湾。